# Акбулатово (Федоровський район)
Акбула́тово (рос. Акбулатово, башк. Ахбулат) — село у складі Федоровського району Башкортостану, Росія. Входить до складу Федоровської сільської ради.
Населення — 308 осіб (2010; 338 в 2002).
Національний склад:
- татари — 96%